# Atlakviða

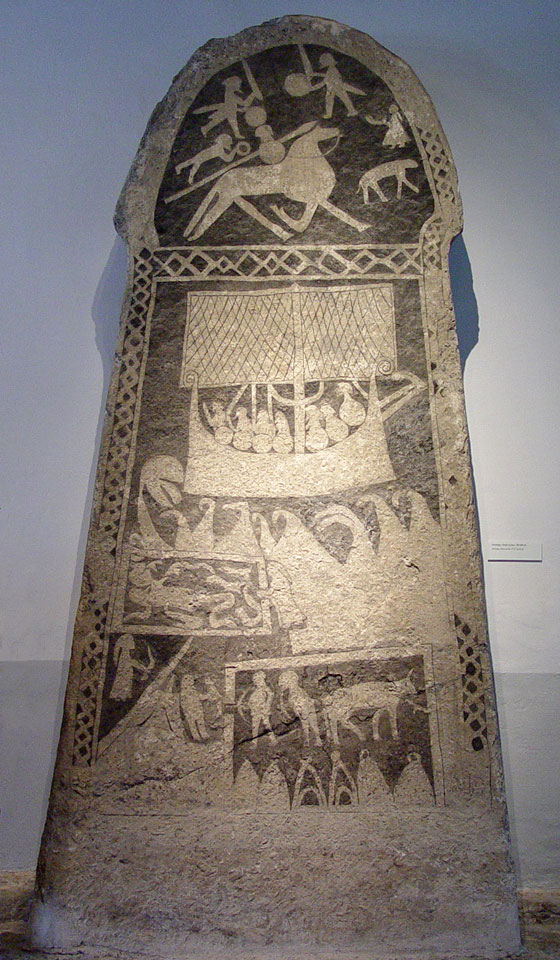
Piedra de Hunninge, en Gotland, Suecia, con imágenes que probablemente aluden a Atlakviða. En la parte superior, un hombre lleva un anillo, probablemente Sigurd o el mensajero Knéfrøðr. La escena en la parte inferior izquierda describe una mujer mirando hacia un pozo de serpientes donde se encuentra Gunnar.

Atlakviða (del nórdico antiguo: El canto de Atli) es uno de los poemas heroicos de la Edda poética. Uno de los personajes principales es Atli, nombre que probablemente hace referencia a Atila. Es uno de los más arcaicos poemas éddicos, fue preservado en el Codex Regius y la misma historia se relata en la saga Völsunga. En el manuscrito el poema es identificado como de origen groenlandés pero la mayoría de los eruditos piensan que esto es fruto de una confusión con Atlamál. La métrica del poema alterna de forma irregular entre málaháttr y fornyrðislag. Esto puede ser un indicio que dos o más poemas originales fueron fusionados o que las dos métricas no eran consideradas como estilos diferentes cuando el poema fue compuesto.

## Sinopsis
Atli, rey de los hunos, envía un mensajero a Gunnar, rey de los burgundios, y a su hermano menor Högni. El mensajero les avisa que Atli está invitando a sus hermanos a su corte y les ofrece grandes riquezas. Los hermanos son escépticos de la oferta ya que tienen grandes tesoros en oro. Confirmando sus sospechas un anillo es enviado por su hermana Guðrún, esposa de Atli, con el pelo de un lobo envuelto sobre él. Atli planea la traición pero Gunnar decide tomar la oferta, haciendo voto de que si él no vuelve nadie se beneficiará de sus riquezas.
Cuando Gunnar y Högni llegan a la corte de Atli se encuentran con Guðrún quien les dice que no debían haber ido. Inmediatamente Gunnar es atrapado por los guardias de Atli, mientras que Högni lucha y mata a ocho hombres antes de ser capturado. Los hunos le preguntan a Gunnar si quiere cambiar su vida por el secreto de donde está escondido su oro. Él les dice que quiere ver el corazón de Högni, pero matan a un hombre cobarde llamado  Hjalli y se lo traen a Gunnar quien ve cómo tiembla el corazón y reconoce que no es el de su hermano. Luego cortan el corazón de  Högni, quien muere riendo. Gunnar reconoce el corazón de su valiente hermano pero les dice a los hunos que ahora que sólo él sabe dónde está el tesoro puede estar seguro de que nunca será encontrado. Los hunos enfurecidos lo arrojan en un pozo con serpientes donde muere tocando el arpa.
Guðrún prepara un banquete para Atli y su corte. En medio de la fiesta le dice que la carne que está comiendo es la de sus dos hijos. Luego mata a Atli en la cama, libera a sus sirvientes e incendia su palacio.